# 螣蛇二
蝎虎座4，又名BD+48 3715，HD 212593、SAO 51970、HR 8541，是蝎虎座的一颗恒星，视星等为4.57，位于銀經99.9，銀緯-6.71，其B1900.0坐标为赤經22h 20m 27.6s，赤緯+48° -6.71′ 10″。